# 仙元山
仙元山（せんげんやま）は、 埼玉県小川町に位置する標高299 mの山。
仙元山の由来は浅間神社、浅間山、富士山と言われている。

## 登山
山頂付近は静かな木立に包まれていて、展望は木立の間から小川町市街と榛名山方面を眺められる。中腹にある見晴らしの丘公園の展望台からの展望が良い。なお、見晴らしの丘公園には巨大なローラー滑り台があり、多くの観光客で賑わっている。
3月下旬にはカタクリやニリンソウ、4月にはサクラやシダレザクラ、スズラン、5月上旬にはヤマツツジや藤が咲く。また、6月下旬にはオオムラサキが舞う里山が広がっている。
山麓には小川小学校旧下里分校や馬頭観音、カタクリとニリンソウの里などがある。
東武東上線小川町駅から登山口まで徒歩約20分。道の駅おがわまちから登山口まで徒歩約6分。

## ギャラリー

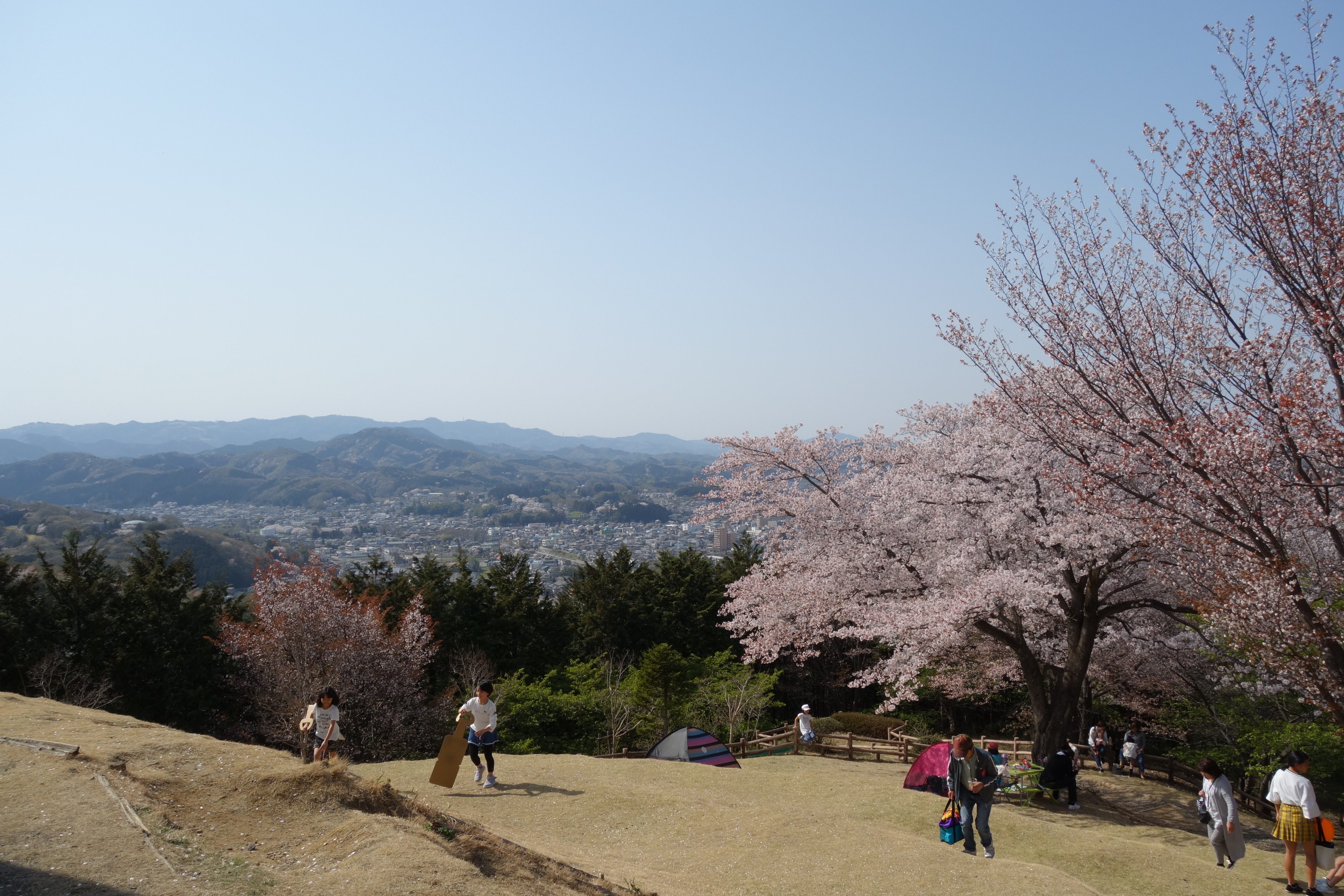
見晴らしの丘公園
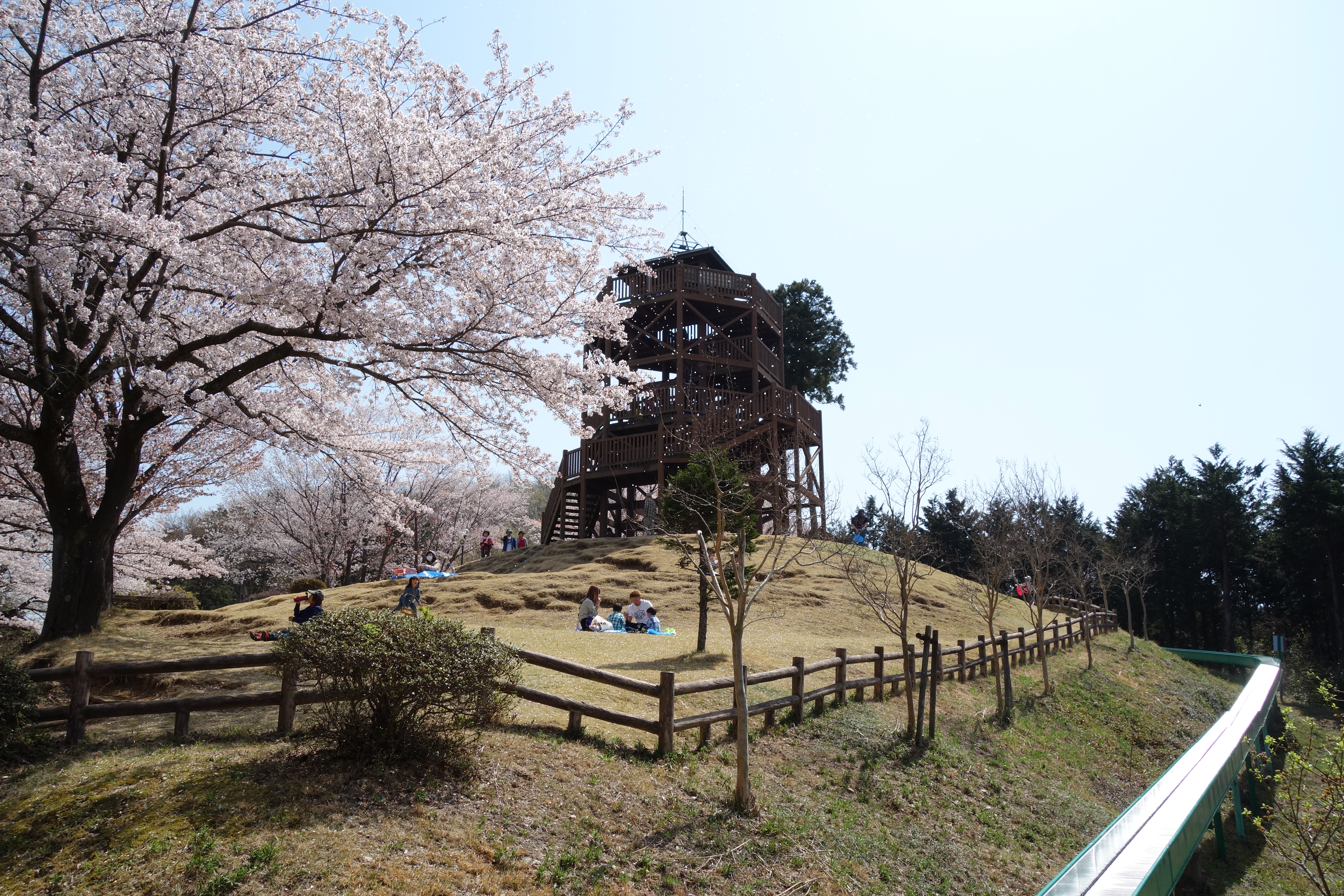
展望台と滑り台
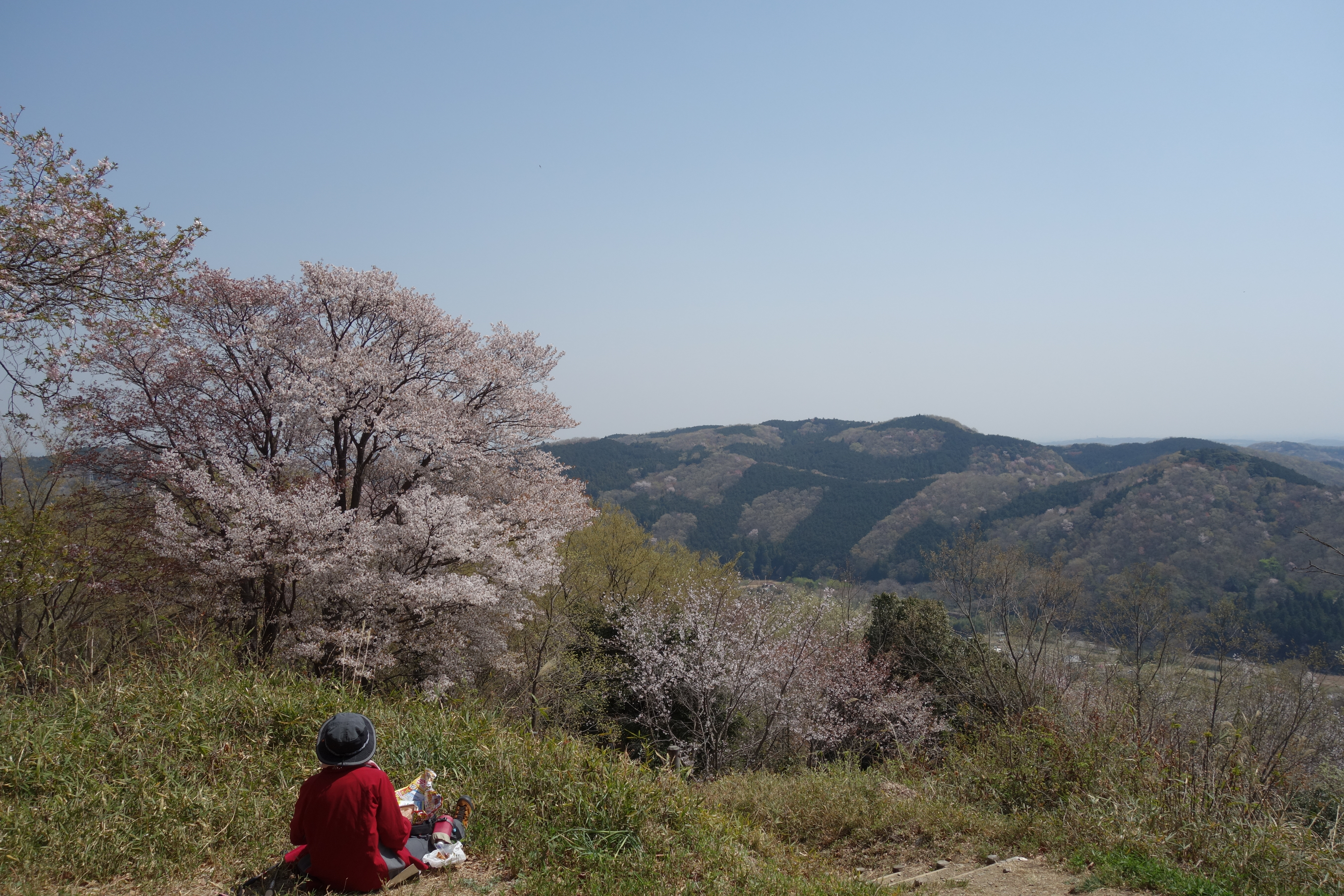
仙元山東方向の眺め
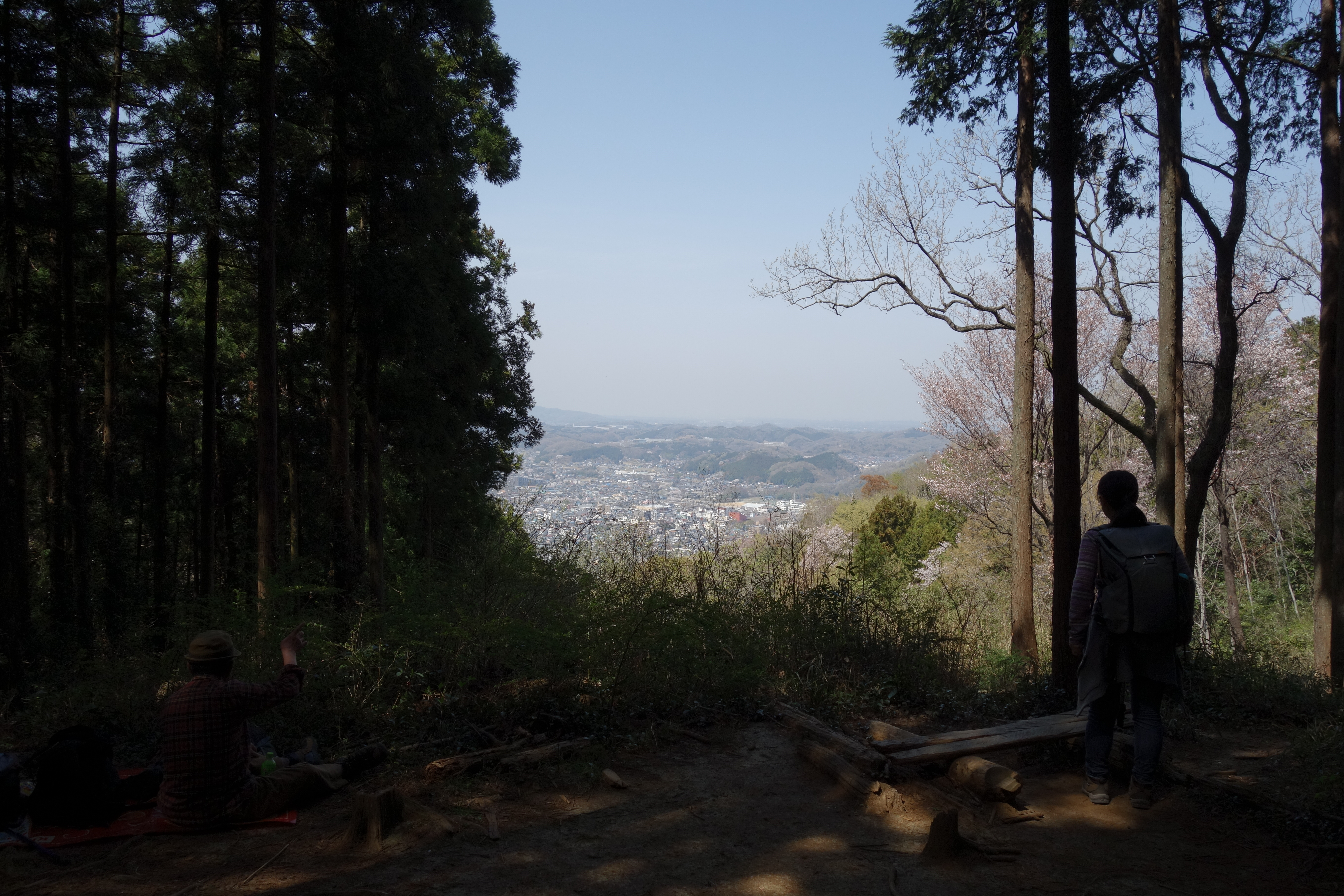
山頂からの眺め
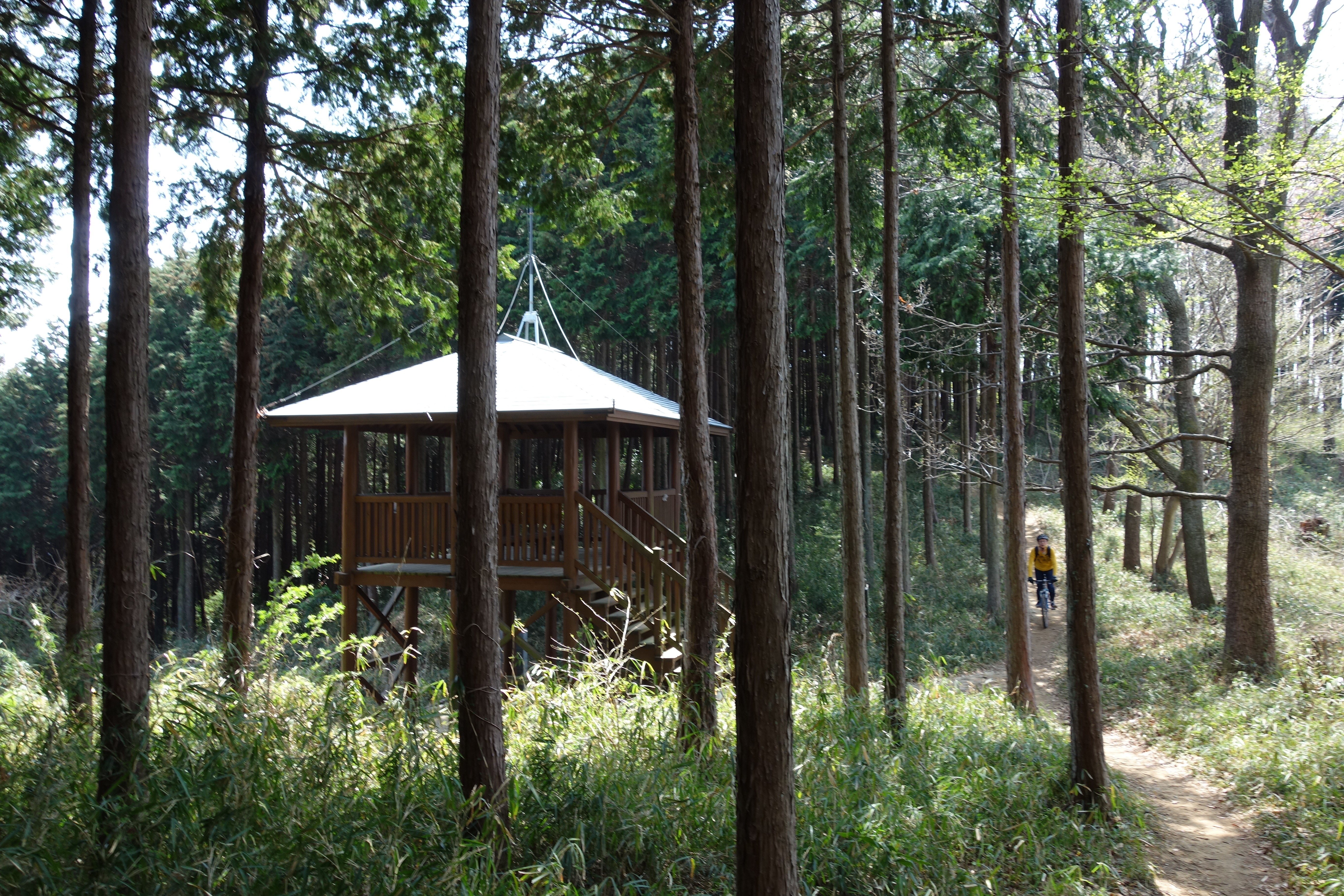
山頂付近の展望台
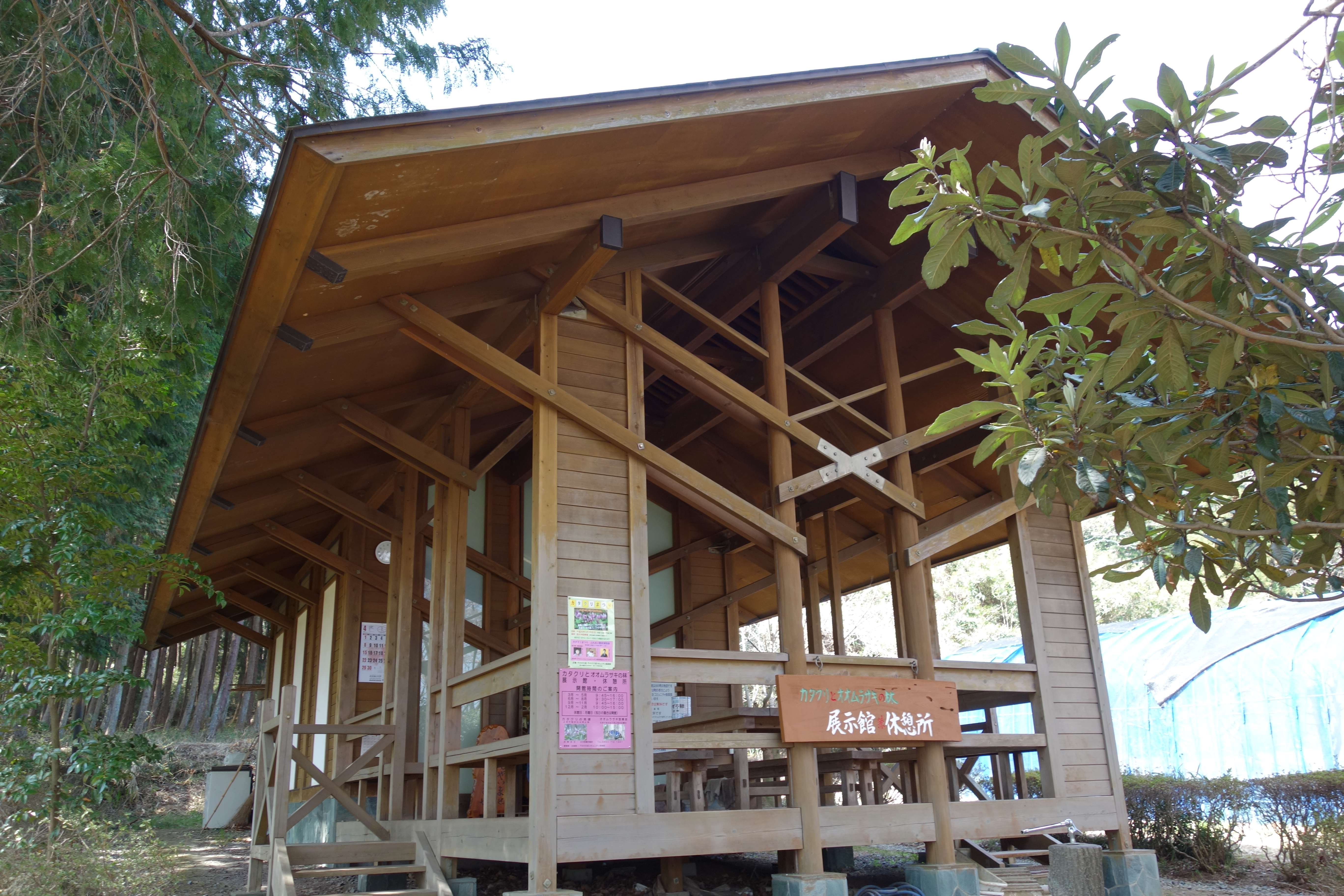
展示館兼休憩所
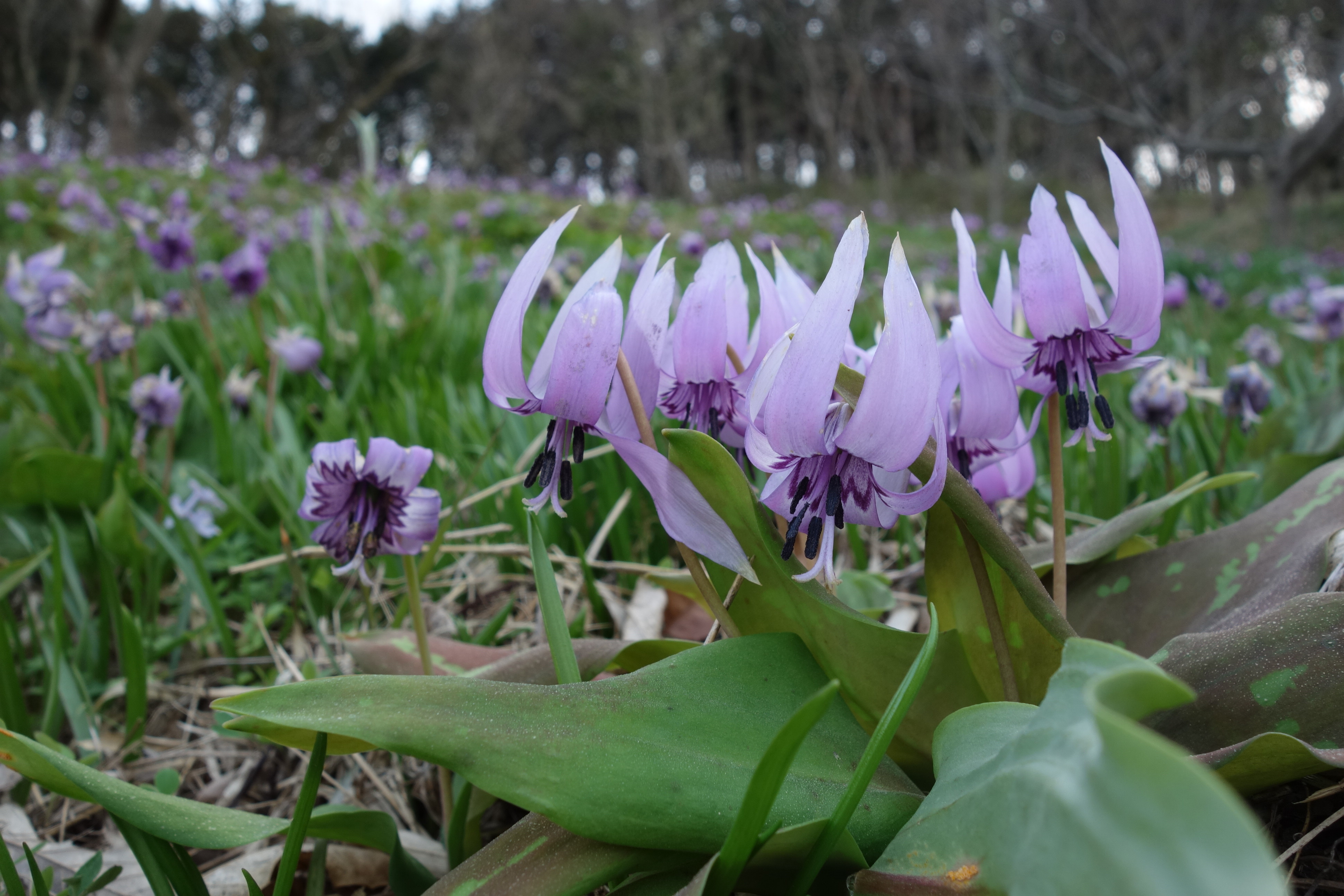
仙元山のカタクリ
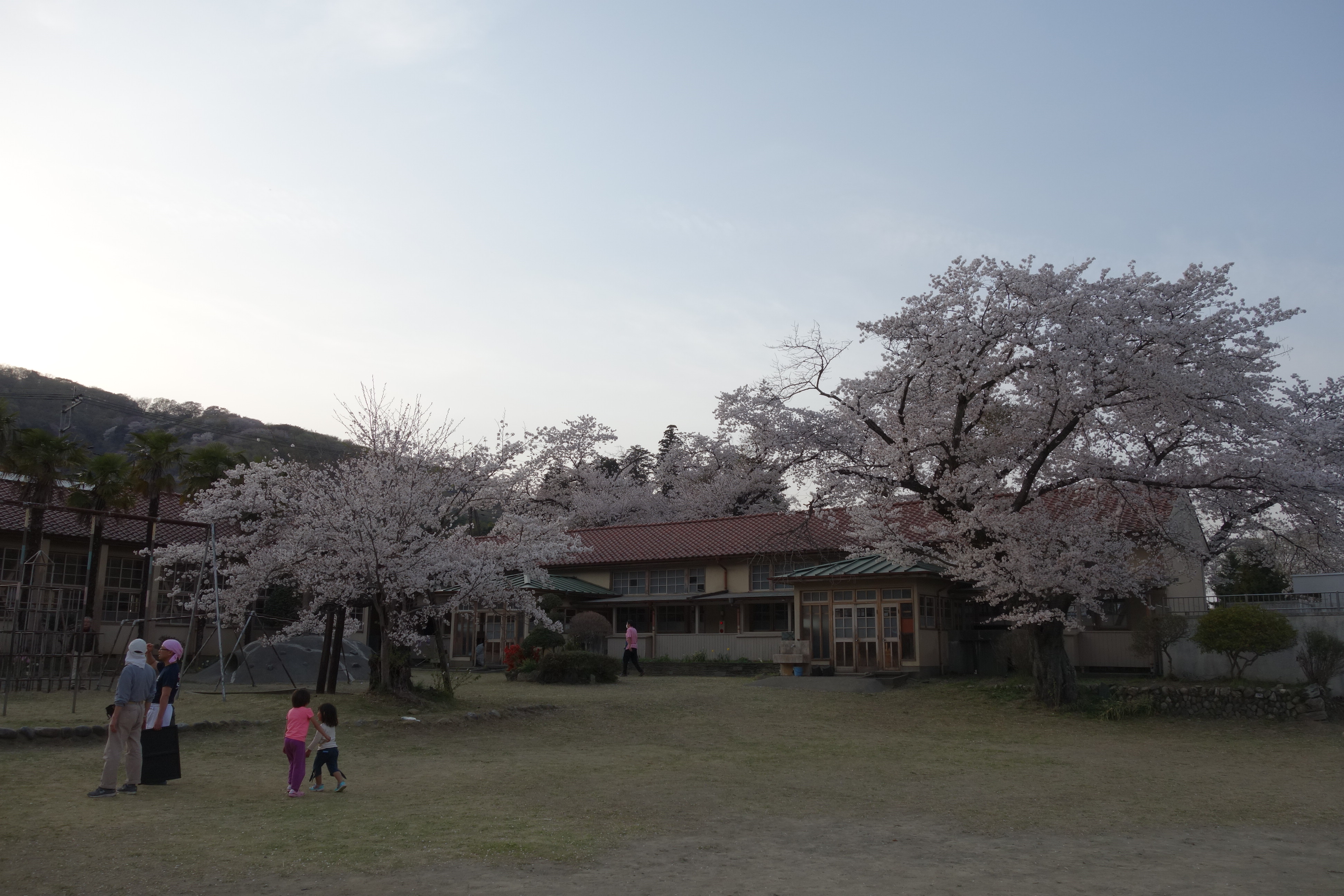
小川小学校 旧下里分校